# Cerkiew św. Mariny w Płowdiwie
Cerkiew św. Mariny – prawosławna cerkiew w Płowdiwie, w jurysdykcji metropolii płowdiwskiej Bułgarskiego Kościoła Prawosławnego. Zbudowana w II połowie XVIII w. i gruntownie przebudowana w połowie XIX w., na miejscu starszych świątyń, na południowych stokach wzgórza Taksim tepe, przy ulicy Wyłkowicza. 

## Historia
Wzmianka o cerkwi św. Mariny znajduje się w relacji niemieckiego podróżnika Stefana Gerlacha z 1578 r. Pisząc o Płowdiwie, wspomniał on o ośmiu cerkwiach w mieście, z których najważniejszą była katedralna metropolitalna św. Mariny. W 1589 r. drewniana cerkiew została zniszczona przez pożar. Wierni odbudowali świątynię, jednak przetrwała ona tylko do kolejnego pożaru w 1611 r. Kolejna cerkiew przetrwała do następnego pożaru w XVIII w.
W 1783 r. na miejscu spalonych drewnianych świątyń wzniesiono murowaną cerkiew św. Mariny. Konsekrował ją metropolita Cyryl, zwierzchnik greckiej eparchii z siedzibą w Płowdiwie. W 1828 r. rozpoczęto prace nad nowym cerkiewnym ikonostasem, amboną i baldachimem nad stołem ołtarzowym. Wykonali je artyści związani z debarską szkołą rzeźbiarską – Kosta Pasiko i Kosta Koci, z fundacji Duszka Morawenowa. Ikonostas został ukończony po czterech latach prac.
Około 1851 r. cerkiew została gruntownie przebudowana i powiększona, gdyż w Imperium Osmańskim zostały wycofane dotychczas obowiązujące ograniczenia rozmiaru nowych świątyń chrześcijańskich. Przebudową budynku kierował Nikoła Tomczew, mistrz ze szkoły bracigowskiej. W latach 50. XIX w. wstawiono do niej również nowy tron biskupi, wykonany przez Dimityra i Antona Tomiszewów. W 1856 r. gotową świątynię wyświęcił metropolita płowdiwski Chryzant. Do nowej cerkwi przeniesiono ikonostas wykonany dla starszej, a następnie wymieniono w nim wizerunki Matki Bożej i Chrystusa Zbawiciela (autorstwa Stanisława Dospewskiego), dodano do niego również nowe ikony Narodzenia Pańskiego i św. Jana Chrzciciela (napisane przez Nikołę Odrinczanina). 
W latach 1869–1870 w północnej części terytorium cerkiewnego wzniesiono sześciokondygnacyjną drewnianą dzwonnicę, niepołączoną z budynkiem samej cerkwi. 
Po utworzeniu w 1870 r. Egzarchatu Bułgarskiego w Płowdiwie utrzymano metropolię grecką (w jurysdykcji Patriarchatu Konstantynopolitańskiego, od którego oddzielił się egzarchat). Cerkiew św. Mariny pełniła funkcje katedry greckich biskupów do 1906 r., kiedy metropolitę greckiego ostatecznie zmuszono do wyjazdu z miasta, a wszystkie świątynie w jego jurysdykcji przyłączono do bułgarskiej metropolii płowdiwskiej. Cerkiew św. Mariny jest domową cerkwią metropolitów płowdiwskich (funkcje soboru katedralnego pełni natomiast płowdiwski sobór Zaśnięcia Matki Bożej).

## Architektura
Cerkiew została zbudowana w stylu typowym dla prawosławnych świątyń z okresu bułgarskiego odrodzenia narodowego, z kamieni. Jest to wydłużona trójnawowa bazylika, w której nawy oddzielone są od siebie rzędami kolumn, każda z naw jest natomiast nakryta sklepieniem kolebkowym. Nieznacznie wystający ośmioboczny bęben budowli i niska, spłaszczona kopuła upodabnia XIX-wieczną cerkiew do znacznie starszych budowli bizantyjskich. Od zachodu rozmieszczona jest otwarta kolumnada pełniąca funkcje narteksu, w której w 1858 r. Nikita Odrinczanin wykonał dekorację malarską złożoną z 29 scen biblijnych, z czego 24 starotestamentowych.
Najcenniejszym elementem wyposażenia cerkwi św. Mariny jest ikonostas z drewna orzechowego. Autorzy konstrukcji rozmieścili w przestrzeniach między ikonami postacie aniołów, zwierząt (ptaków, gadów) oraz stworzeń fantastycznych w połączeniu z bardzo skomplikowanym ornamentem roślinnym.